# 리벤지 포르노
리벤지 포르노(영어: revenge porn)는 당사자의 동의 또는 인지 없이 배포되는 음란물 화상 또는 영상이다. 교제대상을 비롯해 친밀하거나 아는 관계인 사람이 주로 음란물의 제작에 "이용"되며, "제작" 자체는 그 사람도 아는 상황에서 만들어지기도 하고 그 사람이 아예 모르는 상태에서 몰래 만들어질 수도 있다. 이렇게 만들어진 음란물은 그 사람을 협박하여 다른 성행위를 하도록 강제하거나 관계를 파기할 수 없도록 위협하는 용도로 사용된다. 현재 관련된 민사소송과 사건 보고 건수가 늘어나는 추세로서, 여러 나라에서 이 행위를 규제하기 위한 관련 법규가 만들어지고 있다.
"리벤지 포르노"라는 용어는 대개 이러한 음란물이 관계를 파기한 교제대상을 모욕하거나 위협, 즉 복수(리벤지)하기 위해 업로드되는 데서 기인한다. 때문에 교제대상이 아닌 생면부지의 해커나 돈을 노리는 협박자 따위에 의해 유포되는 일반인 음란물은 엄밀한 의미에서 "리벤지" 포르노라고 할 수 없지만 일반적으로 포괄하여 사용한다. 이러한 리벤지 포르노 피해자를 지원하던 시민단체 디지털 성범죄 아웃에서는 리벤지 포르노라는 단어가 함의하는 피해 범위가 다양하며, '포르노'라는 단어와 '리벤지'라는 단어가 피해자를 대상화하는 단어라고 지적하며 디지털 성폭력이라는 개념을 제시했다. 이는 2016년 11월 29일 국회 정책 토론회에서 '리벤지 포르노'라는 단어를 대신하여 디지털 성폭력이라는 단어가 사용되기 시작했다. 또한 그러한 영상물을 '불법 촬영물'이라 칭한다.
이러한 음란물 화상 및 영상은 촬영대상의 성명 및 주거지 등 신상에 관한 상당한 정보를 수반하며, 소셜 미디어 프로필 링크 등이 포함될 수도 있다. 리벤지 포르노의 유포 결과 피해자는 그 생활이 파괴될 수 있다. 지속적인 사이버스토킹은 물론이고 얼굴이 노출됨으로 인한 신상의 불이익, 예컨대 실직이나 구직상의 어려움도 발생할 수 있다.

## 현황

### 대한민국
2016년 기준으로, 지난 5년간 방송통신심의위원회에 1만 8809건의 개인 성행위 영상이 신고 접수 및 처리되었으며 중복 접수를 고려한 시정요구만도 1만 113건이라고 한다. 또한 아동,청소년을 촬영한 영상물을 트위터, 페이스북 등을 통해 판매, 유포하여 검거된 인원은 2014년 734명, 2015년 719명, 2016년 8월 기준 548건으로 연평균 700건에 달한다.
| 연도     | 2012년 | 2013년 | 2014년 | 2015년 | 2016년 1-8월 |
| 신고     | 1,818  | 1,166  | 3,378  | 6,856  | 3,445        |
| 시정요구 | 958    | 1,166  | 1,404  | 3,636  | 4,682(2949)  |

## 각 국의 관련 규제
독일, 이스라엘, 영국, 일본, 미국의 27개 주, 오스트레일리아 빅토리아주 등이 리벤지 포르노를 불법화하고 있다(2014년 기준). 이들중 영국과 일본은 ‘동의 또는 승낙없음’ 이외에 ‘고통을 줄 의도’ 또는 ‘제3자가 대상자를 특정할 수 있는 방법’ 등을 범죄성립요건으로 규정하고 있지만 촬영물의 작성자가 본인인지 또는 다른 사람인지 여부는 범죄성립과 관계가 없다.

### 대한민국

#### 성폭력범죄의 처벌 등에 관한 특례법
제14조(카메라 등을 이용한 촬영)
① 카메라나 그 밖에 이와 유사한 기능을 갖춘 기계장치를 이용하여 성적 욕망 또는 수치심을 유발할 수 있는 다른 사람의 신체를 그 의사에 반하여 촬영하거나 그 촬영물을 반포·판매·임대·제공 또는 공공연하게 전시·상영한 자는 5년 이하의 징역 또는 1천만원 이하의 벌금에 처한다.
② 제1항의 촬영이 촬영 당시에는 촬영대상자의 의사에 반하지 아니하는 경우에도 사후에 그 의사에 반하여 촬영물을 반포·판매·임대·제공 또는 공공연하게 전시·상영한 자는 3년 이하의 징역 또는 500만원 이하의 벌금에 처한다.
③ 영리를 목적으로 제1항의 촬영물을 「정보통신망 이용촉진 및 정보보호 등에 관한 법률」 제2조제1항제1호의 정보통신망(이하 "정보통신망"이라 한다)을 이용하여 유포한 자는 7년 이하의 징역 또는 3천만원 이하의 벌금에 처한다.

##### 개정안 발의
현재 이에 대한 더불어민주당의 서울 강동구 갑 진선미 국회의원의 대표발의로 발의된 개정의안(의안번호 2002289)가 현재 위원회 심사중에 있다. 이 의안은 법정형의 벌금액을 징역 1년당 1천만의 비율로 상향하고 제2항에 “자신의 신체를 직접 촬영한 경우에도”라는 내용을 추가하여 영국과 일본의 입법례처럼 촬영대상자와 촬영자가 일치하는 경우에도 카메라 등 이용촬영죄가 성립 할 수 있도록 하는 개정안이다.
이에 대해 법제사법위원회는“자신의 신체를 직접 촬영한 경우에도라는” 내용의 추가에 대해서는 리벤지 포르노의 피해 방지를 위해서는 타당하나 문언을 확실하게 하기 위해서 새로 별도의 항을 마련하는 것이 적절하겠다 판단하여 수정의견을 냈으며 벌금 상향 부분은 카메라 등 이용촬영죄는 비접촉범죄로 불법성이 크다고 보고있지 않기 때문에 신중한 검토가 필요하다고 답변했다.

### 미국
- 뉴저지주에서는 2004년부터 가십으로서 퍼지는 것을 막기 위해 무허가로 성적인 사진이나 녹음, 녹화를 유포하는 것을 금하고 있다.

- 캘리포니아주에서는 2013년 10월 1일 시행된 리벤지 포르노 비합법화법에 의해 상대를 괴롭힐 목적으로 개인적인 사진이나 영상을 유출해 유죄가 되면 6월 이하의 금고나 1000달러 이하의 벌금형에 처해진다. 이 법에 의하면 동의 하에 찍은 사진이라고 해도 찍은 사람의 동의 없이 투고하면 위법이 된다. 즉 커플이 함께 찍은 사진을 헤어진 후에 상대의 동의 없이 투고하는 것도 위법이 된다. 한편 유출자와 촬영자가 동일인물이 아니면 이 법률이 적용되지 않는다는 제한이 있다. 즉 핸드폰 기기변경 및 저장매체 관리를 소홀히해서 실수로 유출되는 사례의 경우는 이 법이 적용되지 않는다.

- 메릴랜드주에서는 2014년 10월 1일부터 상대방의 동의 없이 인터넷에 사진 등을 공개할 경우 경범죄로 취급해 최고 징역 1년과 500달러(한화 약 50만원)의 벌금을 부과하고 있다.

- 미 국에서는 리벤지 포르노 사이트를 사업으로 경영하며, 피해자가 사진이나 동영상의 삭제를 요구하면 터무니없는 액수를 청구하는 일이 있다. 하지만 2014년 1월 23일, 리벤지 포르노 사이트 'Is Anyone Up?'의 운영자는 위법한 수단으로 음란 동영상 입수, 구입경로의 의도적 은폐, 웹사이트에 영상을 올리는 등의 혐의로 체포되었다.

- 2015년 4월 샌디에이고 법원은 웹사이트 '리벤지 포르노'의 운영자 케빈 볼라르에게 징역 18년을 선고하였다. 케빈 볼라르는 본인의 허락없이 노출 사진을 올릴 수 있는 사이트 및 금전을 지급하고 해당 사진을 삭제할 수 있는 별도의 사이트를 개설하여 금전적 수익을 올린 혐의로 기소되었다.

### 영국
영국은 2015년 4월2일에 형사사법재판법을 제정하였고 동법 제33조에 리벤지 포르노 처벌규정을 신설하였다. 대한민국과는 다르게 촬영물의 작성자가 촬영대상자라고 해도 성립이 되며 대상자의 동의 이외에도 고통의 줄 의도가 구성요건으로 규정되어 있다. 하지만 영국에서도 실질적으로 처벌된 사람이 11%에 그치는 등 이 법의 실효성의 문제로 현재 개정논의 중에 있으며, 개정 내용은 실제 처벌가능성에 대한 강화이다. 아래는 개정되지 않은 현행 형사사법재판법 제33조이다.

제33조(고통을 주기 위한 의도로 은밀한 성적 사진 및 필름 유포)
은밀한 성적 사진 및 필름을 고통을 주기 위해 유포한 경우,
(1) 누구든지 다음 요건에 해당하는 은밀한 성적 사진 및 필름을 유포하는 것은 범죄이다.
(a)사진 또는 필름에 등장하는 개인의 동의가 없고
(b)개인에게 고통을 주기 위한 경우

### 일본
일본은 2013년 10월 8일 미타카 스토커 살인 사건이 일어나 가해자 남성이 전 여자친구인 피해 여성의 개인 사진 및 영상을 웹사이트를 통해 확산시켜 문제가 된 사건을 계기로 2014년 11월 19일에 개인적 영상기록의 제공 등에 의한 피해의 방지에 관한 법률을 제정하였다. 이에 제3자가 촬영대상자를 특정할 수 있는 방법이라는 요건이 추가되었으며 역시 촬영물의 작성자가 촬영대상자인 경우에도 처벌할 수 있도록 규정되어있다.

제3조(개인적영상기록제공등)
①제3자가 촬영대상자를 특정할 수 있는 방법으로, 전기통신회선을 통하여 개인적 영상기록을 불특정 또는 다수의 자에게 제공한 자는, 3년이하의 징역 또는 50만엔 이하의 벌금에 처한다.
②전항의 방법으로, 개인적 영상기록물을 불특정 혹은 다수의 자에게 제공하거나 또는 공연히 진열한 자도 전항과 마찬가지로 처벌된다.

### 유럽 연합
EU에서는 개인정보보호 의식이 강하여, '잊힐 권리'로서 인터넷상의 개인정보 삭제가 의무화되어 있다.